# La Chapelle-Saint-Rémy
Pour les articles homonymes, voir La Chapelle et Saint-Rémy.
La Chapelle-Saint-Rémy est une commune française, située dans le département de la Sarthe en région Pays de la Loire, peuplée de 998 habitants (les Capellorémyens).
La commune fait partie de la province historique du Maine, et se situe dans le Haut-Maine (Maine roux).

## Géographie
La commune appartient à la région naturelle du Perche et au canton de la Ferté-Bernard.
| Saint-Célerin |                        | Prévelles                                      |
|               | La Chapelle-Saint-Rémy | Tuffé-Val-de-la-Chéronne (comm. dél. de Tuffé) |
| Lombron       | Connerré               | Beillé                                         |

### Climat
Pour des articles plus généraux, voir Climat des Pays de la Loire et Climat de la Sarthe.
En 2010, le climat de la commune est de type climat océanique dégradé des plaines du Centre et du Nord, selon une étude du CNRS s'appuyant sur une série de données couvrant la période 1971-2000. En 2020, Météo-France publie une typologie des climats de la France métropolitaine dans laquelle la commune est exposée à un climat océanique altéré et est dans la région climatique  Moyenne vallée de la Loire, caractérisée par une bonne insolation (1 850 h/an) et un été peu pluvieux. 
Pour la période 1971-2000, la température annuelle moyenne est de 10,8 °C, avec une amplitude thermique annuelle de 14,1 °C. Le cumul annuel moyen de précipitations est de 706 mm, avec 11,4 jours de précipitations en janvier et 7,3 jours en juillet. Pour la période 1991-2020, la température moyenne annuelle observée sur la station météorologique de Météo-France la plus proche, sur la commune du Luart à 10 km à vol d'oiseau, est de 12,0 °C et le cumul annuel moyen de précipitations est de 686,4 mm,. Pour l'avenir, les paramètres climatiques de la commune estimés pour 2050 selon différents scénarios d'émission de gaz à effet de serre sont consultables sur un site dédié publié par Météo-France en novembre 2022.

## Urbanisme

### Typologie
Au 1er janvier 2024, La Chapelle-Saint-Rémy est catégorisée commune rurale à habitat dispersé, selon la nouvelle grille communale de densité à sept niveaux définie par l'Insee en 2022.
Elle est située hors unité urbaine. Par ailleurs la commune fait partie de l'aire d'attraction du Mans, dont elle est une commune de la couronne,. Cette aire, qui regroupe 144 communes, est catégorisée dans les aires de 200 000 à moins de 700 000 habitants,.

### Occupation des sols
L'occupation des sols de la commune, telle qu'elle ressort de la base de données européenne d’occupation biophysique des sols Corine Land Cover (CLC), est marquée par l'importance des territoires agricoles (76 % en 2018), en diminution par rapport à 1990 (76,9 %). La répartition détaillée en 2018 est la suivante : 
terres arables (45,9 %), prairies (23 %), forêts (19,8 %), zones agricoles hétérogènes (7,1 %), zones urbanisées (3,6 %), espaces verts artificialisés, non agricoles (0,6 %). L'évolution de l’occupation des sols de la commune et de ses infrastructures peut être observée sur les différentes représentations cartographiques du territoire : la carte de Cassini (XVIIIe siècle), la carte d'état-major (1820-1866) et les cartes ou photos aériennes de l'IGN pour la période actuelle (1950 à aujourd'hui).

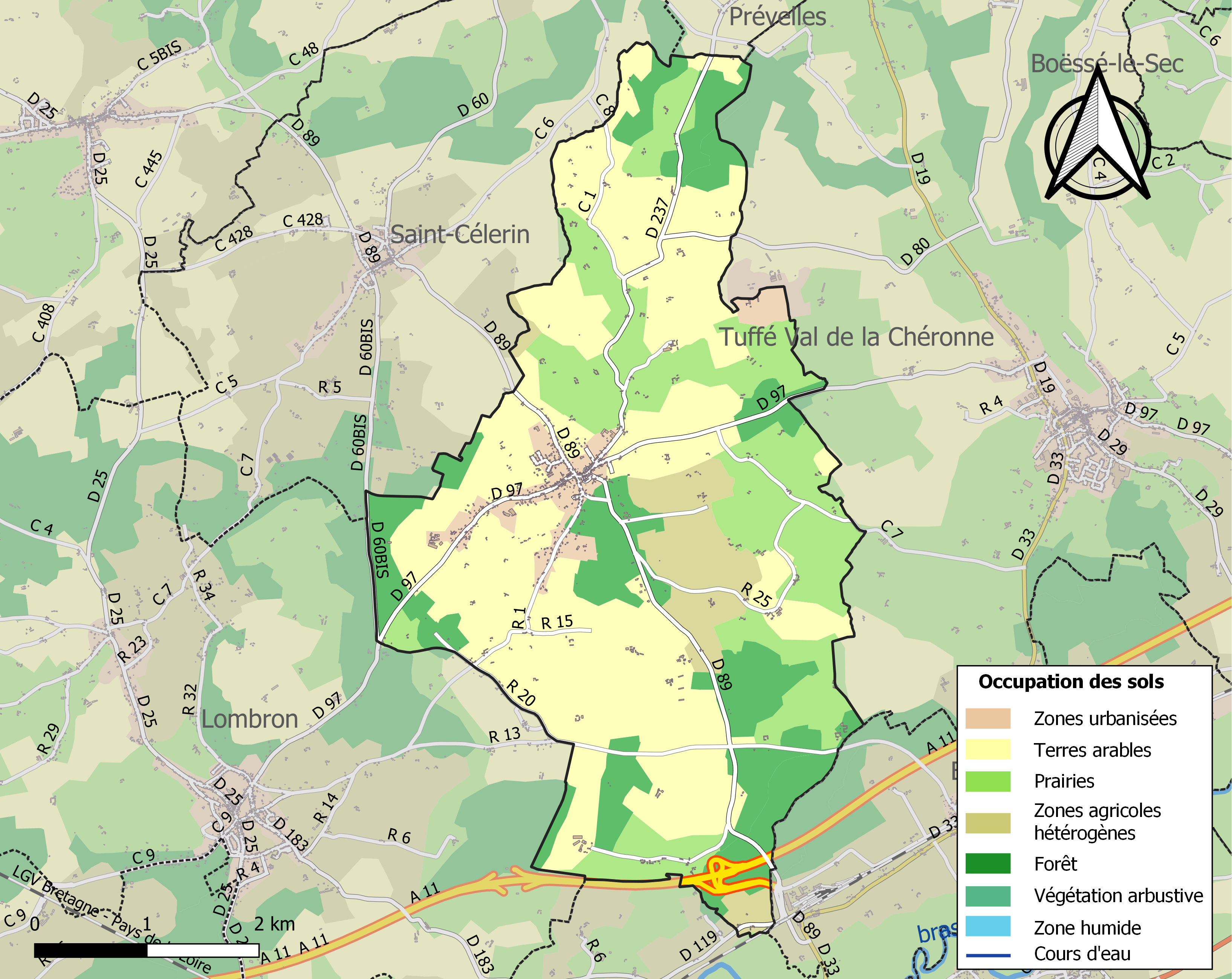
Carte des infrastructures et de l'occupation des sols de la commune en 2018 (CLC).

## Toponymie
Le nom Saint Rémy est lié à la fondation d’une chapelle dédiée à saint Rémy. On trouve trace de la paroisse de la Chapelle Saint Rémy à partir de 1100.

## Histoire

### Moyen Âge
Le village a souffert de la guerre de Cent ans. L’église romane, alors endommagée, est reconstruite à partir de 1447.

### Époque contemporaine
Durant la Seconde Guerre mondiale, Les Américains, au mois d’août 1944, construisent dans la Sarthe sept aérodromes sur des terres qu’ils exproprient. Ils ne les utilisent que pendant le mois de septembre 1944. Puis les installations deviennent propriétés de l’Armée française qui restitue les terres en 1946.

## Politique et administration
| Période                                  | Période   | Identité       | Étiquette | Qualité              |
| ---------------------------------------- | --------- | -------------- | --------- | -------------------- |
| (avant 2001)                             | mars 2008 | Jean-Luc Bart  |           |                      |
| mars 2008                                | mars 2014 | Olivier Durand |           | Directeur commercial |
| mars 2014                                | En cours  | Dominique Édon |           | Agriculteur          |
| Les données manquantes sont à compléter. |           |                |           |                      |

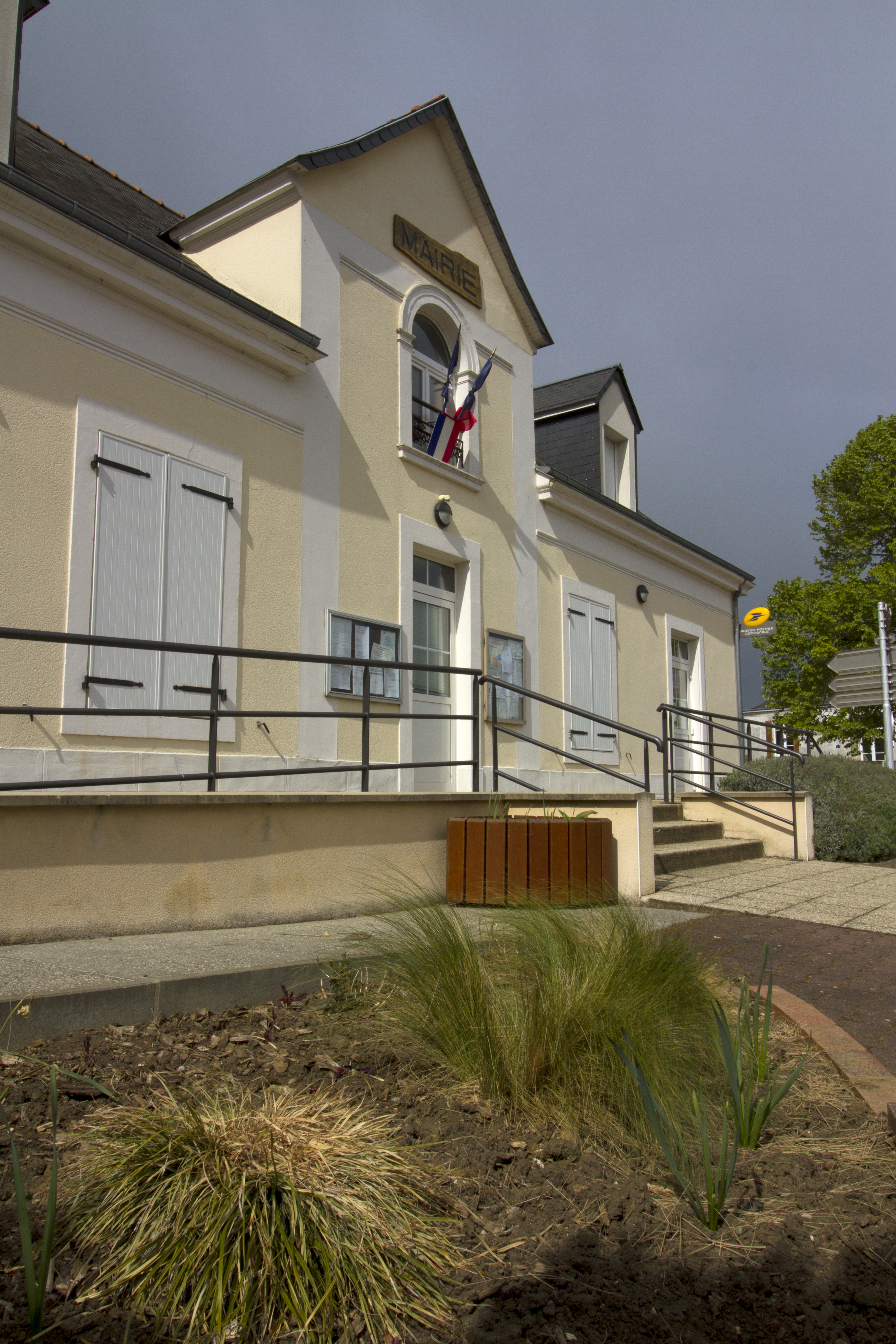
La mairie.

Le nombre d'habitants, au dernier recensement, étant compris entre 500 et 1499, le nombre de membres du conseil municipal est de 15.

## Démographie
L'évolution du nombre d'habitants est connue à travers les recensements de la population effectués dans la commune depuis 1793. Pour les communes de moins de 10 000 habitants, une enquête de recensement portant sur toute la population est réalisée tous les cinq ans, les populations de référence des années intermédiaires étant quant à elles estimées par interpolation ou extrapolation. Pour la commune, le premier recensement exhaustif entrant dans le cadre du nouveau dispositif a été réalisé en 2006.
En 2022, la commune comptait 998 habitants, en évolution de +2,36 % par rapport à 2016 (Sarthe : −0,25 %, France hors Mayotte : +2,11 %).
| 1793 | 1800 | 1806 | 1821  | 1831  | 1836  | 1841  | 1846  | 1851  |
| ---- | ---- | ---- | ----- | ----- | ----- | ----- | ----- | ----- |
| 898  | 906  | 950  | 1 025 | 1 131 | 1 137 | 1 120 | 1 102 | 1 110 |

| 1856  | 1861  | 1866  | 1872  | 1876  | 1881  | 1886  | 1891  | 1896  |
| ----- | ----- | ----- | ----- | ----- | ----- | ----- | ----- | ----- |
| 1 054 | 1 042 | 1 068 | 1 016 | 1 046 | 1 022 | 1 005 | 1 006 | 1 003 |

| 1901 | 1906  | 1911  | 1921 | 1926 | 1931 | 1936 | 1946 | 1954 |
| ---- | ----- | ----- | ---- | ---- | ---- | ---- | ---- | ---- |
| 997  | 1 030 | 1 028 | 942  | 904  | 848  | 863  | 868  | 808  |

| 1962 | 1968 | 1975 | 1982 | 1990 | 1999 | 2006 | 2011 | 2016 |
| ---- | ---- | ---- | ---- | ---- | ---- | ---- | ---- | ---- |
| 803  | 730  | 617  | 616  | 688  | 734  | 872  | 900  | 975  |

| 2021 | 2022 | - | - | - | - | - | - | - |
| ---- | ---- | - | - | - | - | - | - | - |
| 995  | 998  | - | - | - | - | - | - | - |

## Lieux et monuments
- Église Saint-Rémy.
- Château de Courvalain, édifié à la fin du XVIIIe siècle.

## Personnalités liées
- Camille Saint-Saëns reste le personnage le plus célèbre de la commune. Pendant ses périodes de repos, il résida dans le village, au 3 place de l'Église.
- Georges-Joseph-Augustin Menjot d'Elbenne (1748-1821), officier et homme politique, y est décédé.